# Meerechse
Die Meerechse (Amblyrhynchus cristatus) ist eine endemisch auf den Galápagos-Inseln vorkommende Leguanart. Sie lebt auf allen Inseln, meist an Felsküsten, aber auch in Mangrovenbeständen. Unter den heute lebenden Echsen ist die Meerechse die einzige Art, die ihre Nahrung im Meer sucht.
Die genetische Diversität der Galápagos-Meerechsen im gesamten Galápagos-Archipel wurde nach der Entdeckung von fünf bisher nicht bekannten Unterarten 2017 neu klassifiziert und in elf verschiedene Unterarten unterteilt. Unter den entdeckten Arten ist auch die Amblyrhynchus cristatus godzilla, die dem Kino-Monster Godzilla ähnlich sieht.

## Aussehen
Die Grundfarbe der Meerechsen ist schwarz. Die dunklen Töne ermöglichen es den Tieren, sich nach ihren Tauchgängen im Meer in der Sonne schnell wieder zu erwärmen, um erneut im Meer Nahrung suchen zu können. Sie fressen fast ausschließlich marine Algen und Tange. Das mit der Nahrung aufgenommene überschüssige Salz scheiden sie durch Chloridzellen in Drüsen an den Nasenlöchern aus. Jungtiere haben einen hellen farbigen Streifen auf dem Rücken, und einige ausgewachsene Tiere sind grau. Die Färbung der Männchen ändert sich mit den Jahreszeiten. Zur Fortpflanzungszeit sind sie auf den südlichen Inseln am farbigsten und werden rot und grün. Auf Santa Cruz sind sie schwarz und ziegelrot und auf Fernandina ziegelrot und stumpf grün.
Die verschiedenen Populationen unterscheiden sich auch durch ihre Größe und ihre Färbung. Auf Fernandina und auf Isabela leben die größten Leguane, die kleinsten bewohnen die Insel Genovesa. Ausgewachsene Männchen werden bis zu 1,3 Meter lang, während die Weibchen mit 60 Zentimetern nur halb so lang werden. Auf San Cristóbal kommen zwei Populationen vor, die sich nicht mehr untereinander verpaaren und sich damit wie zwei unterschiedliche Arten verhalten, aber weiterhin mit Meerechsen von anderen Inseln hybridisieren.

## Lebensweise
Als wechselwarme Tiere können die Meerechsen nur eine begrenzte Zeit auf Futtersuche im kalten Meer verbringen. Sie tauchen bis zu einer halben Stunde im flachen Wasser bis zu einer Tiefe von 15 Metern und weiden Algen ab. Danach müssen sie sich wieder in der Sonne aufwärmen. Während der Fortpflanzungszeit im Dezember und Januar werden die Männchen sehr territorial. Sie bilden Reviere, in denen sie möglichst viele Weibchen versammeln und gegen andere Männchen verteidigen.
Die Meerechsen und der im Landesinnern der Galapagosinseln lebende Drusenkopf sollen von einem gemeinsamen Vorfahren abstammen, der auf Baumstämmen von Südamerika zu den Inseln verdriftet wurde. Beide Linien trennten sich vor etwa 4,5 Millionen Jahren.

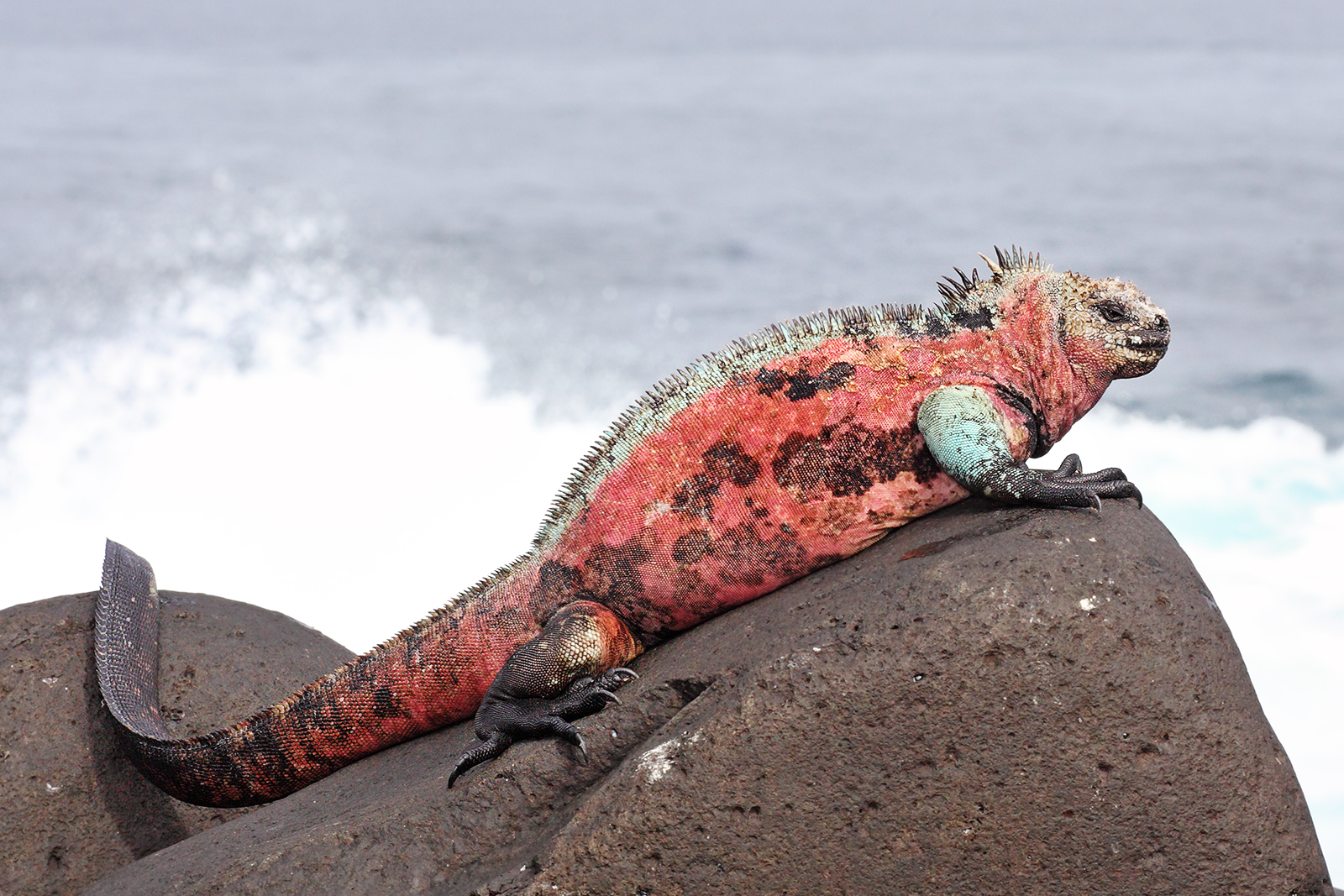
Meerechse auf Española
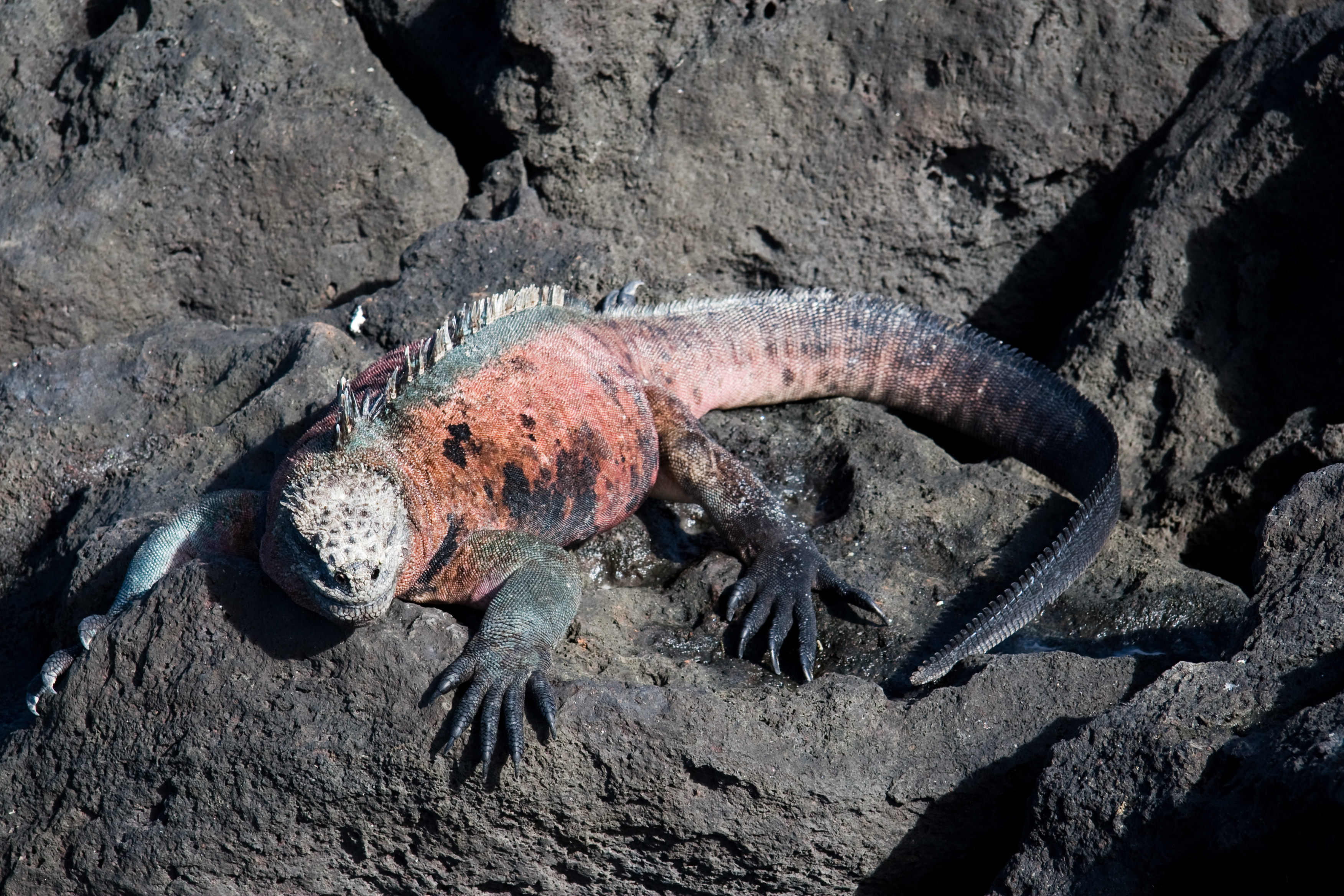
Auf Floreana
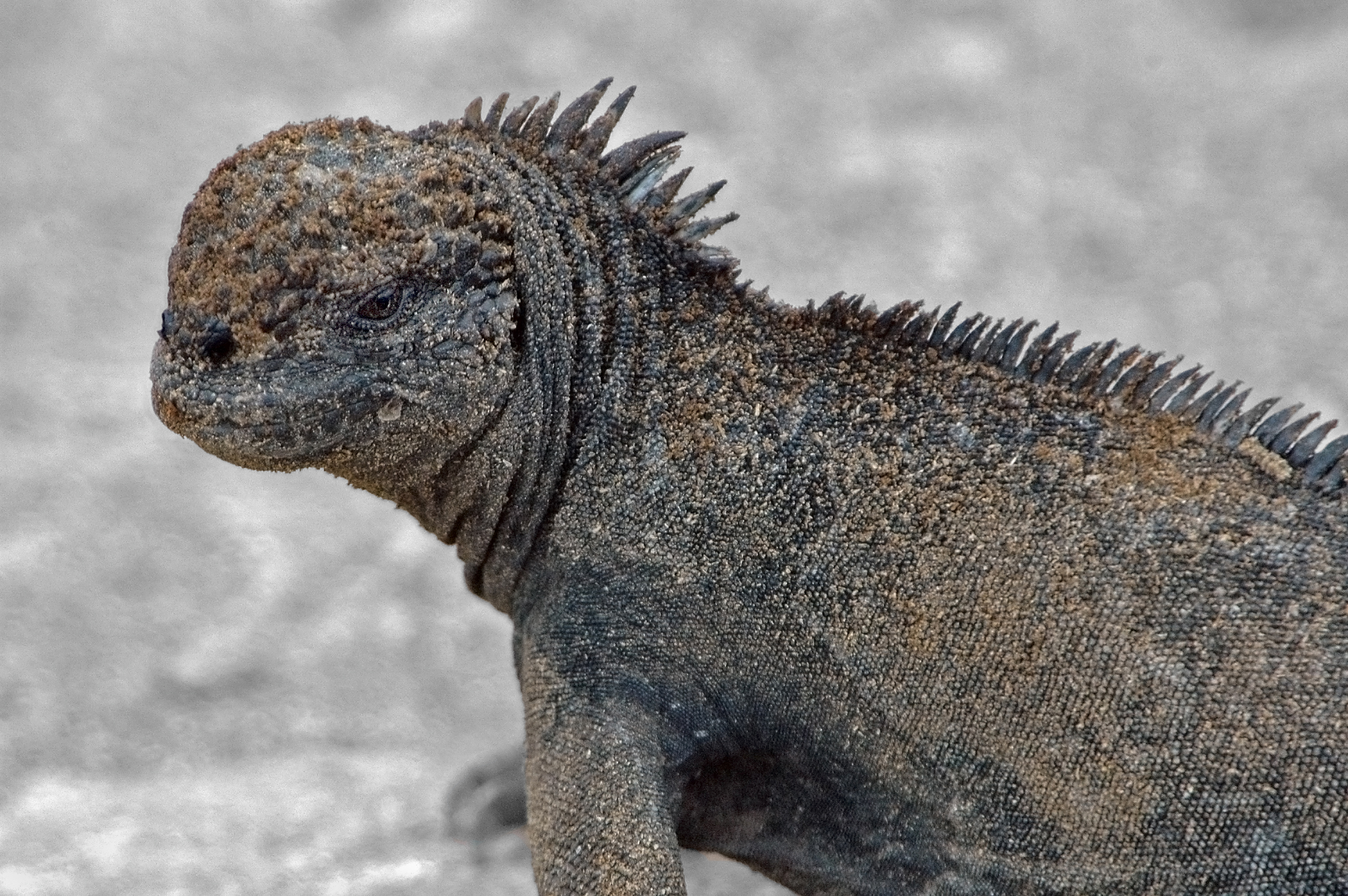
Auf Genovesa
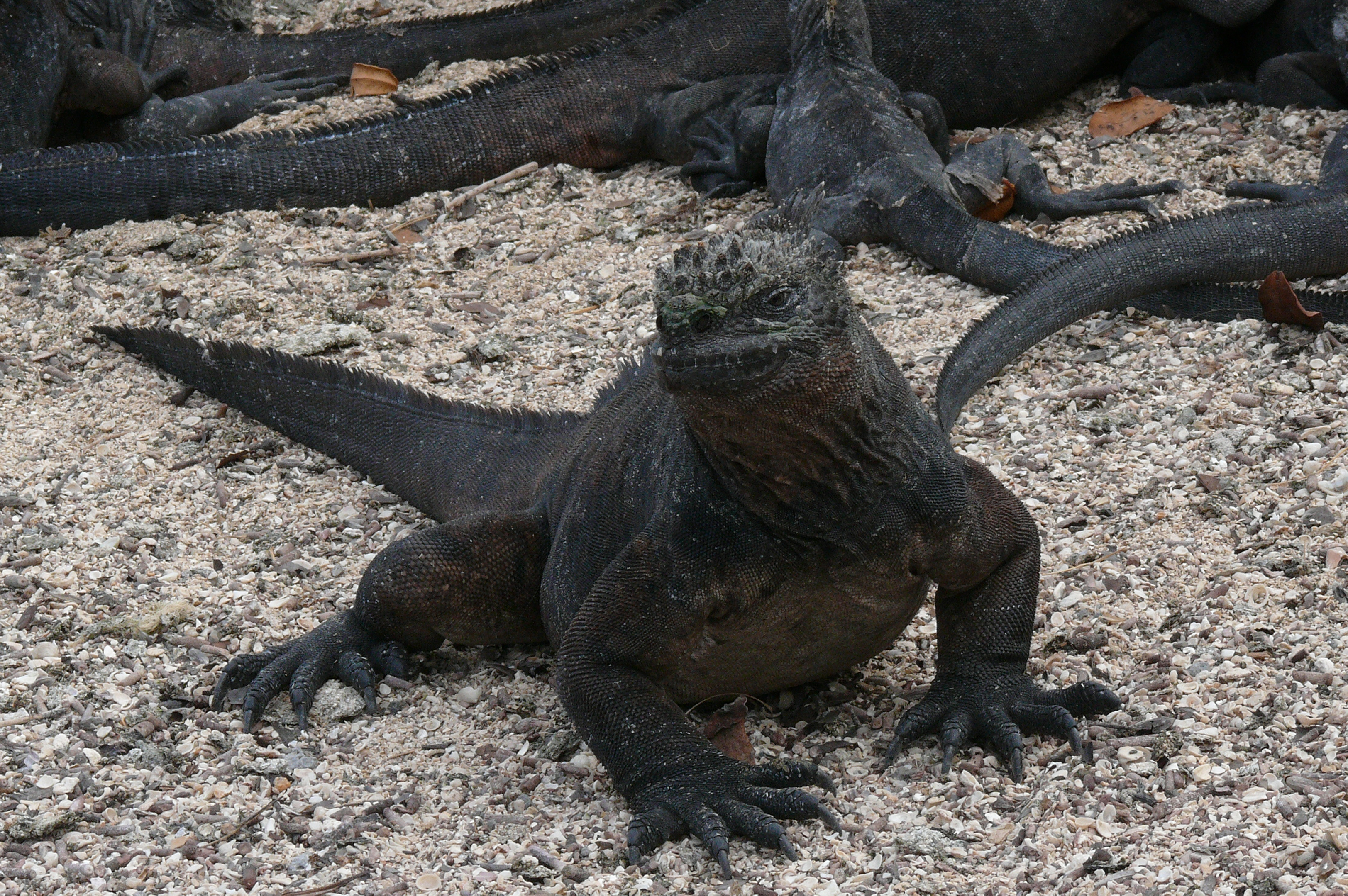
Auf Santa Cruz
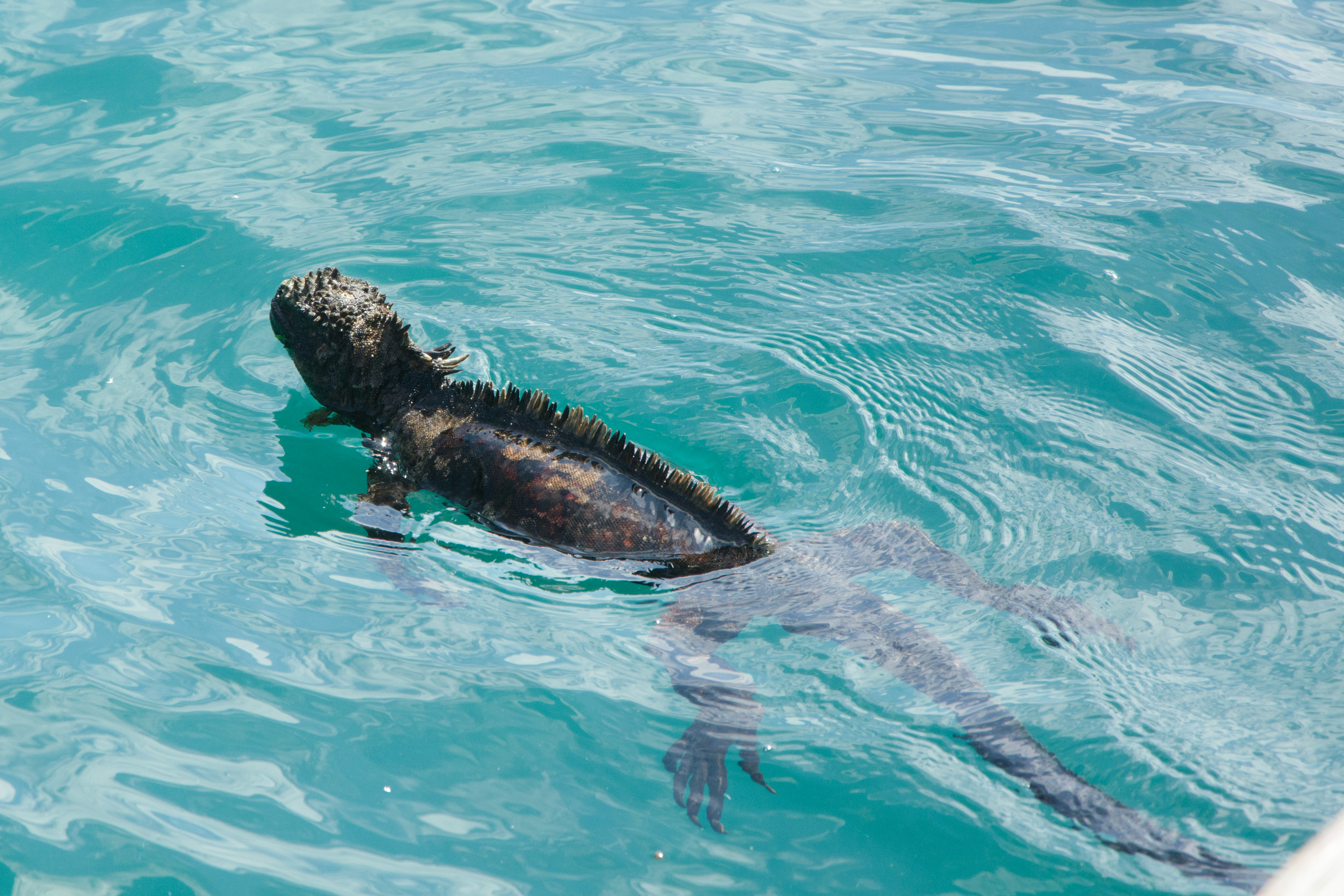
Schwimmend

## Gefährdung
Junge Meerechsen werden von verwilderten Hauskatzen und Hunden gefressen. Hunde können auch adulte Tiere erbeuten, die gerade nach einem Tauchgang in ihren Reflexen eingeschränkt sind. Das Klimaphänomen El Niño verursacht periodische Abnahmen der Population. Die Gesamtzahl der Tiere ist unbekannt, soll aber, nach IUCN, 20.000 bis über 40.000, und nach Schätzungen der Charles-Darwin-Forschungsstation Hunderttausende von Exemplaren umfassen.
Meerechsen sind durch Gesetze Ecuadors vollständig geschützt und sind im Washingtoner Artenschutz-Übereinkommen im Anhang II verzeichnet.